# 第一集團
第一集團（英語：FirstGroup PLC）是一家位於蘇格蘭的交通運輸公司，其總部設於阿伯丁，業務範圍包括英國、愛爾蘭、美國等國家。現為倫敦證券交易所的上市公司，也是FTSE 250指數成份股公司之一。
公司前身分別為Badgerline Group及GRT Limited兩家巴士公司，於1995年6月合併成「第一巴士」（FirstBus），營運巴士業務。隨著英國鐵路民營化，公司於1998年開始進駐鐵路，先投得大東鐵路專營權，其後收購持大西鐵路及西北鐵路專營權的大西鐵路公司，隨後也獲倫敦運輸局批准經營Tramlink電車業務。
1998年，香港政府停止延續中華巴士的專營權，並把88條路線公開競投，最後由新世界發展及第一集團共同組成新世界第一巴士投得。當時第一集團持有26%新巴股權，因此公司名稱亦有「第一」、「First Bus」稱號。直至2000年，第一集團把股權全數售予新創建集團，退出香港。
2004年，第一集團獲批准經營蘇格蘭鐵路，子公司為第一蘇格蘭鐵路。

## 外部連結
- Company website （页面存档备份，存于）
- Wikinvest:FGP-LN
- FirstGroupPlc在OpenCorporates上的群組